# Junceella fragilis
Junceella fragilis is een zachte koraalsoort uit de familie Ellisellidae. De koraalsoort komt uit het geslacht Junceella. Junceella fragilis werd in 1884 voor het eerst wetenschappelijk beschreven door Ridley. 